# Fundamento de Esperanto
Fundamento de Esperanto („Fundamentul Esperanto-ului”) este o carte publicată în 1905 de către L. L. Zamenhof, inventatorul limbii esperanto, ea fiind o continuare a cărților Unua Libro („Prima Carte”) și [[Dua Libro]] („A doua carte”). Chiar dacă textul cărții Fundamento de Esperanto este aproape identic cu cel al cărții Unua Libro din 1887, există o mică diferență: cu ocazia lansării a Aldono a Dua Libro („Supliment pentru a doua carte”) în 1888, Zamenhof a schimbat terminația atributelor (când, undeva, cândva, niciodată) din „-ian” în „-iam”. Cartea conține o secțiune de gramatică și o alta de vocabular, ambele scrise în 6 limbi: engleză, franceză, germană, rusă, poloneză și esperanto.

## Declarația de la Boulogne
În cadrul Primului Congres Mondial de Esperanto de la Boulogne-sur-Mer, Franța, Zamenhof a declarat: „Singura bază a limbii esperanto obligatorii pentru toți esperantiștii, pe care nimeni nu are dreptul să o schimbe, este mica «Fundație de lucru a esperanto». Dacă cineva se abate de la regulile și modelele date în lucrarea menționată, el nu se poate justifica niciodată cu cuvintele «astfel dorește sau sfătuiește autorul limbii esperanto». Fiecare esperantist are dreptul să-și exprime orice idee, care nu poate fi exprimată în mod convenabil prin materialul găsit în «Fundația esperanto», în maniera pe care o consideră cea mai corectă, așa cum se face în orice altă limbă. Cu toate acestea, pentru unitatea limbii pentru toți esperantiștii, se recomandă imitarea pe cât posibil a stilului care se regăsește în operele creatorului esperanto, care a lucrat cel mai mult pentru și în limba esperanto și îi cunoaște cel mai mult spiritul”. De-a lungul timpului, Akademio de Esperanto a făcut 9 „completări oficiale” care sunt menționate în prefața cărții.

## Părți componente
"Fundamento de Esperanto" este compus din 4 părți:
-o prefață (esperanto: antauparolo);
-o primă parte care se ocupă de gramatica limbii (esperanto: Gramatiko);
-o a doua parte care conține exerciții de limba e esperanto (esperanto: Ekzercaro);
-și o ultimă parte care conține un dicționar al limbii esperanto (esperanto: Vortaro).